# Straßenbahn Satu Mare
| Straßenbahn Satu Mare                                 | Straßenbahn Satu Mare   |
| ----------------------------------------------------- | ----------------------- |
| Einer der beiden Zweiachser der Straßenbahn Satu Mare |                         |
| Streckenlänge:                                        | 5 km                    |
| Spurweite:                                            | 760 mm (Bosnische Spur) |
| Stromsystem:                                          | 550 Volt =              |
|                                                       |                         |

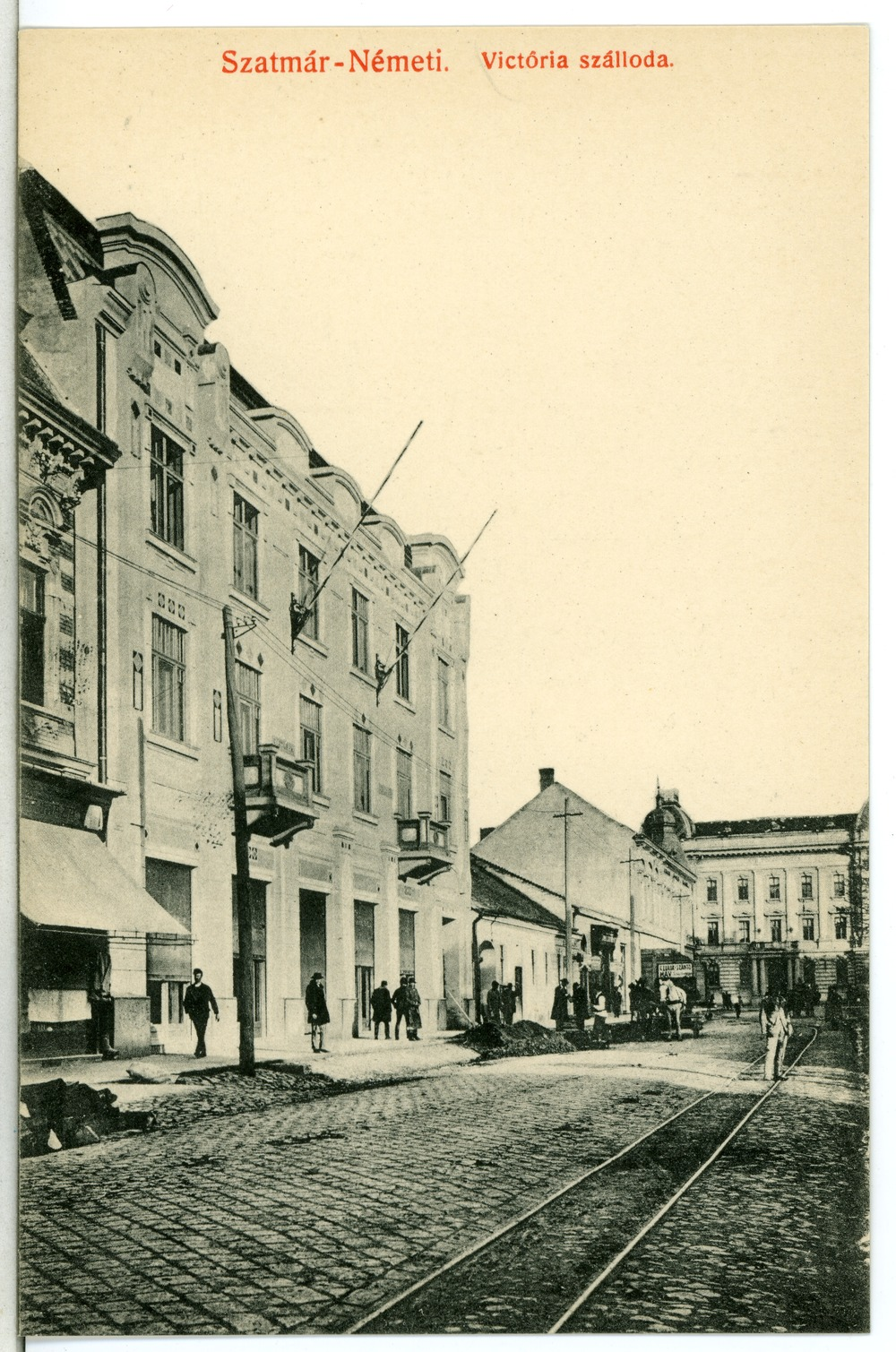
Das Straßenbahngleis in der Innenstadt

Die Straßenbahn Satu Mare war das Straßenbahn-System der heute zu Rumänien gehörenden Stadt Satu Mare, die damals unter der Bezeichnung Szatmárnémeti zum Königreich Ungarn gehörte. Die in bosnischer Spurweite von 760 Millimetern ausgeführte, fünf Kilometer lange und anfangs mit 550 Volt Gleichstrom elektrifizierte Bahn verkehrte vom 8. November 1900 bis 1920. Sie war betrieblich eng mit der schon am 14. Juni 1900 eröffneten, 28 Kilometer langen und dampfbetriebenen Schmalspurbahn von Satu Mare nach Ardud – ungarisch Erdőd – verbunden. 
Die Straßenbahn begann am Bahnhof und fuhr via Strada Griviței, Bulevardul Traian, Strada Mihai Viteazul, Strada Horea, Bulevardul I. C. Brătianu, Strada Ștefan cel Mare, Piața Libertății, Strada Alexandru Ioan Cuza, Strada Mircea cel Bătrân, über den Fluss Someș hinweg, durch den Bulevardul Cloșca und die Strada Gara Ferăstrău zum Südbahnhof (Gara de Sud, früher Gara Ferăstrău), wo sich das örtliche Dampf-Sägewerk befand. Am Südbahnhof war die Straßenbahn mit der Lokalbahn nach Ardud verknüpft. Die Stromversorgung der Straßenbahn erfolgte durch ein Dampfkraftwerk am rechten Someș-Ufer, der Wagenpark bestand aus zwei vierachsigen und viermotorigen sowie drei zweiachsigen und zweimotorigen Triebwagen des Budapester Herstellers Ganz.
Zunächst wurden sowohl Straßenbahn als auch Schmalspurbahn von der privaten Eisenbahngesellschaft Szatmár–Erdődi Helyiérdekű Vasút – SzEHÉV betrieben. Die Straßenbahn stellte den Anschluss zu den Personenzügen der Schmalspurbahn dar, während die Güterzüge mit Dampflokomotiven auch auf die Stadtstrecke übergingen. Zum 1. Januar 1907 übernahm die ungarische Staatsbahn Magyar Államvasutak (MÁV) den Betrieb beider Bahnen und legte den elektrischen Straßenbahnverkehr still, weil sie den Unterhalt des Dampfkraftwerks nicht übernehmen wollte. Fortan kamen im Stadtverkehr ersatzweise drei dreiachsige Dampftriebwagen zum Einsatz, die bereits 1905 von der SzEHÉV für den Betrieb auf der Schmalspurbahn beschafft worden waren. 1920 wurde die Straßenbahnstrecke aus dem Stadtzentrum heraus in den Bulevardul Vasile Lucaciu verlegt, woraufhin der Personenverkehr im Stadtgebiet gänzlich entfiel und durch Autobusse ersetzt wurde. Bald darauf endete auch der Güterverkehr auf der ehemaligen Straßenbahnstrecke und die Gleise wurden zwischen 1922 und 1925 demontiert.
Mit dem Oberleitungsbus existierte zwischen dem 15. November 1994 und dem 9. März 2005 ein weiteres elektrisches Verkehrsmittel in der Stadt. 